# Frauenlied
Frauenlied (ou Frauenmonolog) est, dans le Minnesang, une forme de chanson énonçant un point de vue féminin, bien qu'elle soit dite par un homme.